# Леонід Татарів
Леонід Татарів (5 квітня 1895, Чигирин, Київська губернія (нині — Черкаська область, Україна) – 26 квітня 1971, Честер, Філадельфія, США) — повстанець, службовець уряду УНР, співак, громадський діяч, просвітятин, актор, інженер-агроном (10 липня 1932); співак капели Олександра Кошиця (1919 – 1920), актор Чеського національного (народного) театру у Брно (до 15 серпня 1926), член Ужгородської “Просвіти”.

## Життєпис
Українець. Мав брата Юрія. 
З 1915 – у саперному батальйоні російської армії. 
По революції служив у Міністерстві праці УНР як урядовець. Учасник антигетьманського повстання. 
1919 — вступив до української капели, з котрою їздив по Європі до її ліквідації. 
1920 емігрував до Чехословаччини, служив в Ужгородській “Просвіті”, готуючись “до вступу на вищу господарську школу”.
1921 — вступив до вищої господарської школи в Ґожицах. 
1926 — закінчив середню господарську школу в Подєбрадах. 
1925 – член Чеського національного театру у Брно, із котрого вийшов 15 серпня 1926 з метою вступити до Української Господарської Академії в Подєбрадах.
10 липня 1932 — закінчив аграрний відділ аграрно-лісового факультету УГА в Подєбрадах. 
Дипломну роботу “Історія виведення і розвитку культурних порід коней в Чехословаччині та заходи до поліпшення конярства” виконав “дуже добре, а дипломний іспит склав з успіхом добрим”. 
Емігрував до США через наступ московитів на Євпопу. 
У 1950-х – 1960-х складав пожертву на “Бюлетень Товариства абсольвентів УГА-УТГІ”. 
Брав участь в 11 – 12-й зустрічах “подєбрадців” у США.

## Джерело
- Роман Коваль. Газета “Незборима нація” (2020, ч. 4 (410), квітень).